# St. Bernward (Gifhorn)

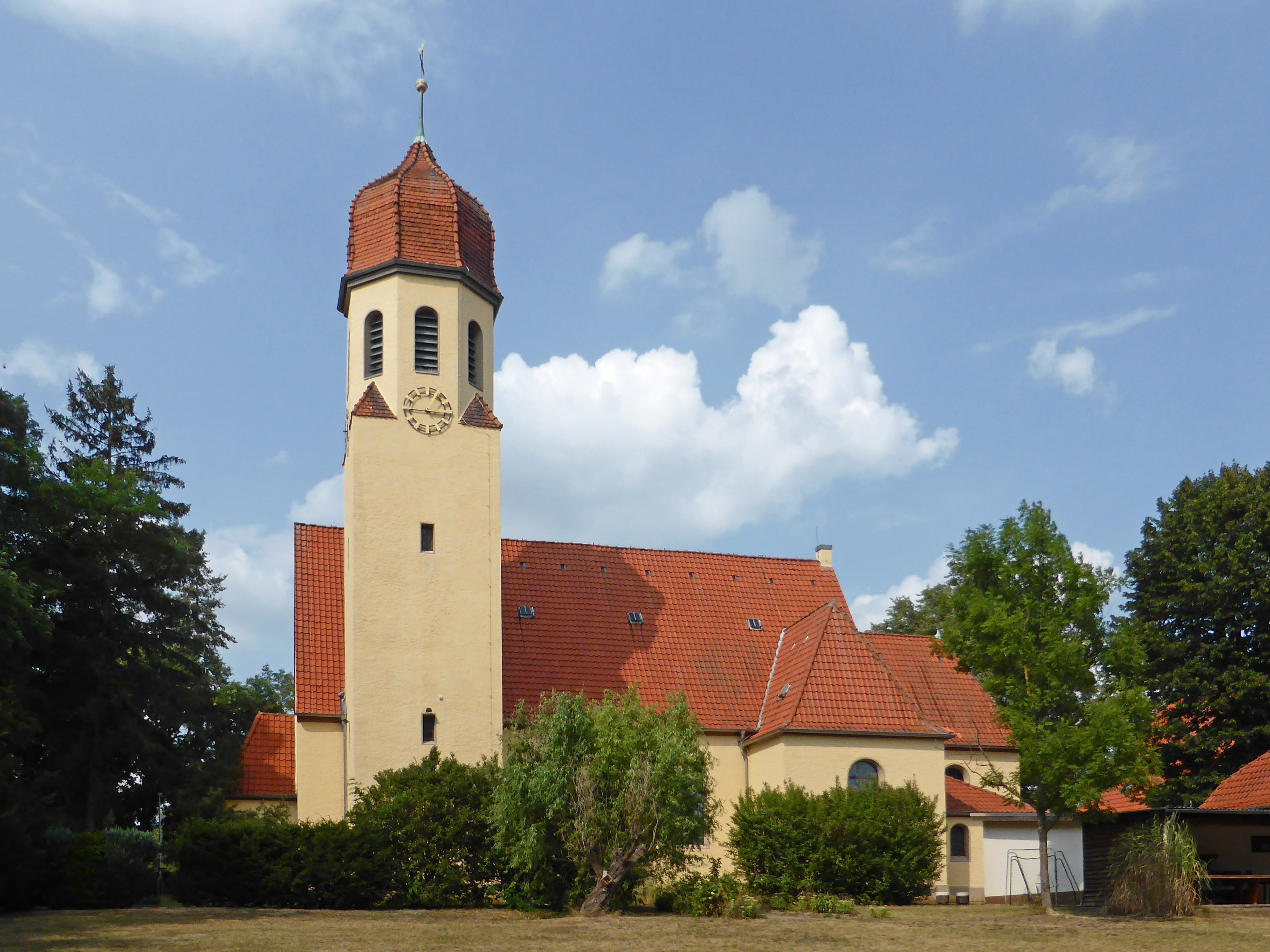
St.-Bernward-Kirche

Die Kirche Sankt Bernward ist eine katholische Kirche in der niedersächsischen Kreisstadt Gifhorn. Die nach dem heiligen Bischof Bernward von Hildesheim benannte Kirche im Kirchweg 7 gehört zur Pfarrgemeinde St. Altfrid Gifhorn/Meine im Dekanat Wolfsburg-Helmstedt des Bistums Hildesheim. Unweit der als Baudenkmal Nr. 34329788 ausgewiesenen Kirche befindet sich ein katholischer Friedhof.

## Geschichte

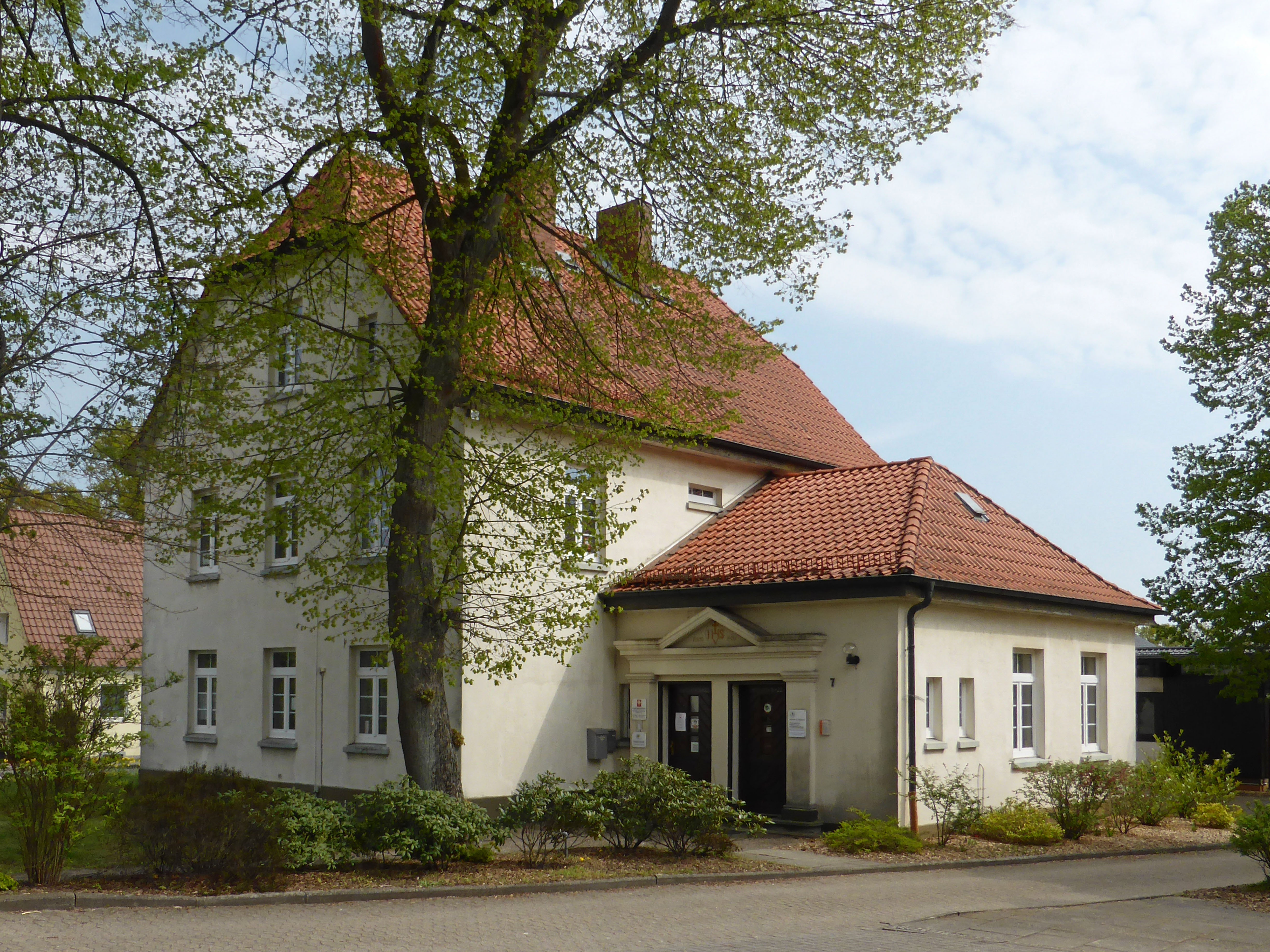
Pfarrhaus

Vor dem Ersten Weltkrieg wuchs die Anzahl der Katholiken im seit der Reformation evangelisch-lutherischen Gifhorn so an, dass ein Kirchbaugrundstück erworben wurde. 1914 begann der Bau der Kirche, die am 29. August 1915 als erste katholische Kirche im Landkreis Gifhorn nach der Reformation von Domkapitular Busse geweiht wurde. Zunächst gehörte sie zur Pfarrei St. Ludwig mit Sitz in Celle. 1926/27 folgte neben der Kirche der Bau eines Pfarrhauses.
1929 wurde als Filiale die katholische Kapelle St. Michael in Fallersleben erbaut, sie wurde bis 1940 vom Pfarrer aus St. Bernward betreut, wie die ebenfalls 1929 in Neudorf-Platendorf errichtete und bis 1945 oder 1947 bestehende Kapelle Maria im Moor.
Ab dem 1. August 1956 war St. Bernward eine selbstständige Kirchengemeinde, die am 1. Juni 1960 zur Pfarrei erhoben wurde. Ebenfalls 1960 wurde in Meinersen die zu St. Bernward gehörende Kapelle St. Maria Goretti errichtet, 1977 wurde diese durch eine neuerbaute Kirche ersetzt. 1974 wurde hinter dem Pfarrhaus ein Pfarrheim erbaut. 1996 wurde die Seelsorge-Einheit Gifhorn-Meine gebildet mit den Kirchen St. Altfrid und St. Bernward in Gifhorn sowie St. Andreas in Meine und St. Maria Goretti in Meinersen. Am 1. August 2004 entstand aus der Seelsorge-Einheit die heutige Pfarrgemeinde St. Altfrid Gifhorn/Meine, sie umfasst die vier Kirchen der vormaligen Seelsorge-Einheit. Seit dem 1. November 2006 gehört die Kirche zum damals neu gegründeten Dekanat Wolfsburg-Helmstedt, zuvor gehörte sie zum Dekanat Wolfsburg. 2014 wurde die ehemalige Filialkirche St. Maria Goretti in Meinersen profaniert.
Am 29. August 2015 wurde das 100-jährige Weihejubiläum der St. Bernward-Kirche mit einem feierlichen Hochamt und einem bunten Gemeindefest im Pfarrgarten begangen.

## Architektur und Ausstattung

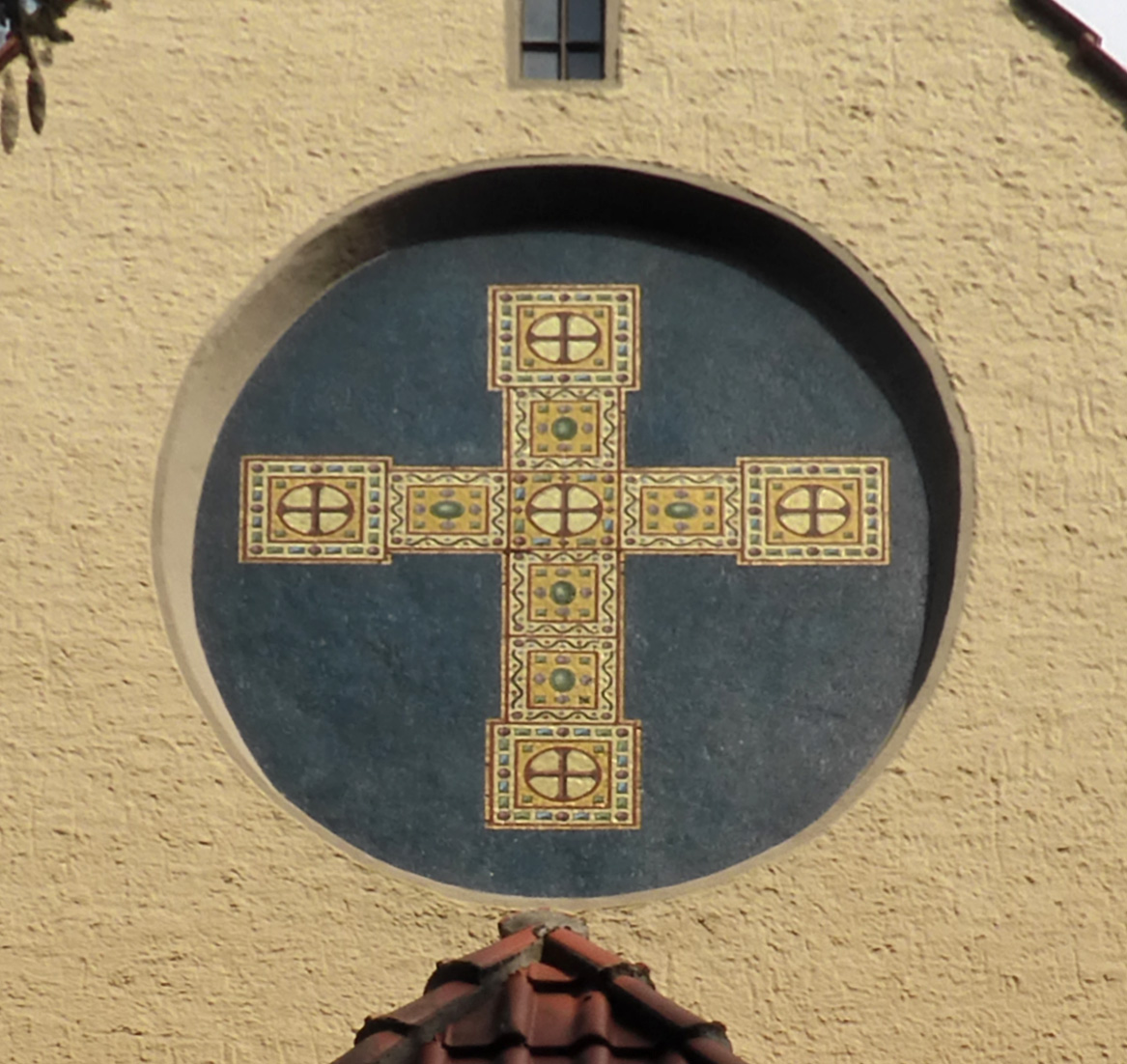
Bernwardskreuz

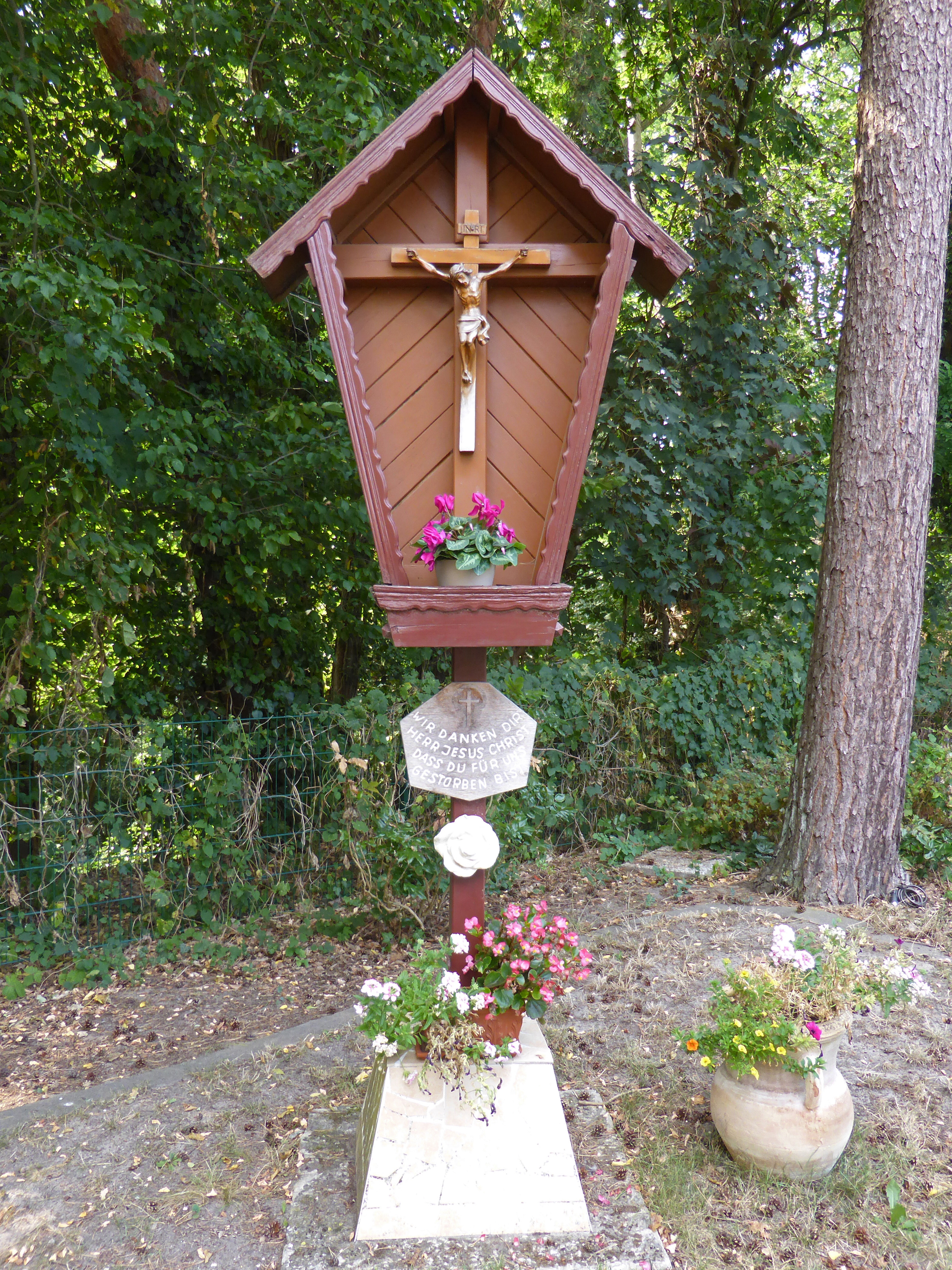
Hofkreuz

Die Kirche wurde nach Plänen des Architekten Heinrich Stübbe aus Hildesheim, die von Richard Herzig, dem Diözesanbaumeister des Bistums Hildesheim, revidiert wurden, erbaut. Sie wurde als einschiffige geostete Saalkirche mit kreuzförmigem Grundriss und seitlichem Turmanbau ausgeführt. Das Gotteshaus befindet sich mit rund 65 Metern Höhe über dem Meeresspiegel etwa 12 Meter oberhalb der Gifhorner Innenstadt und verfügt über 220 Sitzplätze. Am Westgiebel ist eine Darstellung des Bernwardskreuzes angebracht.
Die Buntglasfenster von 1967 wurden von Claus Kilian entworfen und von der Glasmalerei Oidtmann ausgeführt. An der Rückwand des Altarraums befindet sich eine Kreuzigungsgruppe, darunter der Tabernakel, und neben dem Altarraum eine Marienstatue. In den beiden Seitenkapellen befinden sich das Taufbecken und eine Statue des heiligen Bernward. Unter der Orgelempore befindet sich eine Statue des Erzengels Michael. Der Beichtstuhl, der dort ebenfalls seinen Platz hatte, wurde bei einer Renovierung 2018 entfernt. Vor der Kirche befinden sich ein Flurkreuz und ein Bildnis Mariens. Dabei handelt es sich um einen Nachdruck des Gemäldes Zuflucht der Sünder des italienischen Malers Luigi Crosio, welches sich auch in allen Schönstattkapellchen befindet.

### Orgel
Die Orgel wurde 1887 in der Werkstatt von Friedrich Ladegast für die Freimaurerloge Braunschweig erbaut. Infolge der Auflösung der Loge wurde die Orgel 1937 in Gifhorn aufgestellt und ersetzte ein zuvor verwendetes Harmonium. 1975 erfolgte ein Umbau durch Günter Graun aus Burgdorf, bei dem Teile der historischen Substanz zerstört wurden. 1998 wurde die Orgel vom Orgelbauunternehmen Gebrüder Stockmann restauriert und in ihren ursprünglichen Zustand zurückgebaut. Das Schleifladen-Instrument mit mechanischer Traktur hat heute 14 Register auf zwei Manualen und Pedal.
| I. Manual C–f3 |     |
| Bordun         | 16′ |
| Principal      | 8′  |
| Rohrflöte      | 8′  |
| Gambe          | 8′  |
| Principal      | 4′  |
| Flauto-Dolze   | 4′  |
| Mixtur II–III  |     |

| II. Manual C–f3 (im Schweller) |    |
| Viola                          | 8′ |
| Flauto-Dolze                   | 8′ |
| Lieblich Gedackt               | 8′ |
| Salizett                       | 4′ |

| Pedal C–d’ |     |
| Subbaß     | 16′ |
| Gedacktbaß | 16′ |
| Cello      | 8′  |

- Koppeln: II-I, I-P